# Donald Grantham
Donald Grantham (* 9. November 1947 in Duncan, Oklahoma) ist ein US-amerikanischer Komponist, Dirigent und Hochschullehrer, der hauptsächlich im Bereich der symphonischen Blasmusik tätig ist.

## Leben
Donald Grantham studierte von 1967 bis 1970 an der University of Oklahoma und von 1970 bis 1973 an der University of Southern California bei Halsey Stevens, Robert Linn und Ramiro Cortés. 1973 und 1974 studierte er zudem bei Nadia Boulanger in Paris. 1980 schloss er seine Ausbildung mit einem Doctor of Musical Arts an der University of Southern California ab. 1974 begann Grantham, an der University of Southern California zu unterrichten; im Jahr darauf wechselte er an die Butler School of Music der University of Texas at Austin, wo er seit 1991 auch Professor für Komposition ist.

## Werke (Auswahl)

### Bühnenwerke
- 1988: The Boor, komische Oper in einem Akt nach dem Theaterstück „Der Bär“ von Anton Tschechow. UA am 24. Februar 1989 am University of Texas Opera Theater.[3]

### Blasorchester
- 1979: Concerto in One Movement für Bassposaune und Wind Ensemble
- 1993: Bum’s Rush
- 1997: Fantasy Variations
- 1998: Southern Harmony
- 1999: J’ai été au bal
- 2000: Kentucky Harmony
- 2001: Don’t You See?
- 2001: Variations on an American Cavalry Song
- 2004–2007: The Barons (Baron Cimetiere’s Mambo, Baron Samedi’s Sarabande and Soft Shoe, Baron la Croix’s Shuffle)
- 2005: Court Music
- 2007: Starry Crown
- 2008: Lone Star Twister
- 2009: Symphony for Winds and Percussion

### Sinfonieorchester
- 1983: El álbum de los duendecitos
- 1991: To the Wind’s Twelve Quarters
- 2000: Exhilaration and Cry
- 2004: Fantasy Variations
- 2004 Twilight Music

### Kammermusik
- 1976: Cuatro Caprichos de Francisco Goya für Violine
- 1984: The Heart of the Woman nach William Butler Yeats für Sopran und Klavier
- 1987: Fantasy on Mr. Hyde’s Song für Klarinetten, Flöte, Violine, Violoncello, Perkussion und Klavier
- 1990: Life of a Queen nach Lisel Mueller für Sopran, Chor und Harfe[4]
- 1990: Lascivious Love Songs nach E. E. Cummings für Mezzosopran und Bläserquintett; auch Mezzosopran und Altsaxophon und Mezzosopran und Klavier
- 1990: La noche en la isla nach Pablo Neruda für Bariton, Horn und Klavier
- 1993: Slobberin’ Goblins für Flöte, Bassklarinette, Horn, Violine, Klavier und Perkussion
- 1996: Fantasy Variations on Gershwin’s Second Prelude for Piano für zwei Klaviere
- 1999: From the Diaries of Adam and Eve nach Mark Twain für Bariton und Klavier oder Sopran, Bariton, Flöte, Violine, Viola, Violoncello und Klavier
- 2005: La cancion deseperada nach Pablo Neruda für Sopran, Bass, Violine und Chor

### Andere Veröffentlichungen
- mit Kent Kennan: The Technique of Orchestration. 6. Auflage. Prentice Hall, Upper Saddle River 2002, ISBN 978-0-13-077161-2.

## Auszeichnungen
- 1976: Prix Lili Boulanger
- 1983: Rudolf Nissim Prize der ASCAP Foundation (El álbum de los duendecitos)[5]
- 1990: Guggenheim-Stipendium[6]
- 1991: Biennial Composition Prize der National Opera Association (The Boor)
- 1993: Erster Platz im Composition Contest der International Horn Society (Slobberin’ Goblins)[7]
- 1995: William D. Revelli Composition Award der National Band Association (Bum’s Rush)[8]
- 1998: William D. Revelli Composition Award der National Band Association (Fantasy Variations)[8]
- 1999: Sousa/ABA/Ostwald Award der American Bandmasters Association (Fantasy Variations)[9]
- 1999: William D. Revelli Composition Award der National Band Association (Southern Harmony)[8]
- 2000: Sousa/ABA/Ostwald Award der American Bandmasters Association (Southern Harmony)[9]

## Aufnahmen
- Music by Donald Grantham (2001, Centaur CRC-2441), Voices of Change, Jo Boatman (Künstlerische Leitung).
- Composer’s Collection: Donald Grantham (2006, GIA Publications 682), North Texas Wind Symphony, Eugene Corporon (Dirigent).
- Southern Harmony: Kabalevsky, Stevens, Grantham, Lauridsen, Copland (2009, Naxos 8572342), Ohio State University Wind Symphony, Russel C. Mikkelson (Dirigent).
- Old Wine in New Bottles: Grantham, Jacob, Bryant, Pann (2012, Naxos 8572762), Youngstown State University Wind Ensemble, Dana Chamber Winds, Stephen L. Gage (Dirigent).